# لينكولن وليامز
لينكولن وليامز (بالإنجليزية: Lincoln Williams)‏ (6 أكتوبر 1993 في أستراليا - ) هو لاعب كرة طائرة أسترالي. شارك في الألعاب الأولمبية الصيفية 2012. ولعب مع United Volleys Frankfurt ‏ وAustralian Institute of Sport ‏.

## وصلات خارجية
- لينكولن وليامز على موقع الاتحاد الأوروبي (الإنجليزية)
- لينكولن وليامز على موقع قاعدة بيانات الكرة الطائرة الشاطئية (الإنجليزية)
- لينكولن وليامز على موقع عالم الكرة الطائرة (الإنجليزية)
- لينكولن وليامز على موقع الدوري الألماني للكرة الطائرة (الألمانية)
- لينكولن وليامز على موقع دوري الدرجة الأولى الإيطالي للكرة الطائرة - رجال (الإيطالية)
- لينكولن وليامز على موقع اللجنة الأولمبية الدولية (الإنجليزية)
- لينكولن وليامز على موقع أوليمبيديا (الإنجليزية)
- لينكولن وليامز على موقع اللجنة الأولمبية الأسترالية (الإنجليزية)